# Alberto Ruiz-Gallardón
Alberto Ruiz-Gallardón Jiménez (Madrid, 11 dicembre 1958) è un politico spagnolo.

## Biografia
Alberto Ruiz-Gallardón è sposato con la figlia di José Utrera Molina, ex ministro del regime franchista. È il cugino di Trinidad Jiménez, ex ministro degli Affari esteri spagnolo. È inoltre il pronipote del compositore Isaac Albéniz.
Si è diplomato alla scuola gesuita Nuestra Señora del Recuerdo di Madrid e in seguito ha studiato legge presso il Centro de Estudios Universitarios.

### Attività politica
Nel 1977, sotto la monarchia di Juan Carlos I di Spagna, aderisce ad Alianza Popular e nel 1983 è eletto consigliere comunale di Madrid. Da settembre 1986 al 1987 fu segretario generale di Alianza Popular, che dal 1989 divenne Partito Popolare. È stato senatore alle Cortes dal 1987 al 1995.
Ha ricoperto la carica di presidente della comunità autonoma di Madrid dal giugno del 1995 al novembre del 2003.
È stato quindi sindaco di Madrid dal 2003 al dicembre 2011, quando è eletto deputato alle Cortes per il PP.
Il 22 dicembre 2011 è divenuto Ministro della Giustizia durante il governo Rajoy fino al 23 settembre 2014.